# 新教倫理與資本主義精神
《新教倫理與資本主義精神》（德語：Die protestantische Ethik und der Geist des Kapitalismus），是德國社會學者馬克斯·韋伯1905年的著作。該書分成五個章節，由兩篇文章所組成：上篇《問題》，下篇《禁欲主義新教諸分支的實踐倫理觀》

## 內容簡介
此書主要討論的兩個重要概念便是「新教倫理」和「資本主義精神」，韋伯要回答的研究問題正是新教倫理與資本主義精神之間的關係。
韋伯在第二章先針對「資本主義精神」進行討論。引述美國人本傑明·富蘭克林的文字，資本主義精神指的是一種帶有功利主義色彩，以增加資本本身為目的，累積個人資本的責任。并且将积累的资本用于社会再生产而不是个人消费。資本主義精神同時帶有資產階級文化的色彩，描述個人只要能夠在經濟制度下以合法管道賺錢，就是擅長於某種天職的表現。韋伯認為，所謂「天職」（德語：Beruf）指的是新教教派中的核心倫理，來自宗教改革家馬丁·路德。「天職」描述人們不是要以苦修、超越世俗道德的禁欲主義方式來追求上帝的應許，反而應該在俗世中，完成個人在其所處職業位置上的工作責任和義務。韋伯描述的資本主義精神具有理性計算的特徵，以嚴格、小心謹慎且有遠見的計算為基礎，進以謀求經濟上的成功。這種資本主義的特徵和韋伯自己描述的傳統主義經濟特徵不同，不是僅追求餬口的農民謀生舉動，也不是如同業公會（英語：guild，行會）師傅或冒險家般，利用各種政治機會和非理性的活動來獲利。
韋伯談的「新教倫理」，其實是一種新教經濟倫理，他以從喀爾文教派發端的英國清教徒的禁欲宗教職業觀為代表，他選用了巴克斯特（R. Baxter）的證道詞和著述做為證據，一方面強調消費的節制，二方面則強調自願勞動的重要性，鼓勵人們不可以虛度光陰，否則會浪費掉上帝賜與人們的寶貴時間。而衡量一份職業是否有用，依據的判斷標準有兩種，其一是能榮耀上帝的道德標準，其二則是個人獲利的程度。
正是因為節制消費，以及強調勞動的觀念，使得資產階級的資本逐漸積累，由此，漸漸發展成一種屬於資產階級的經濟倫理。資產階級累積自己的財富，在合理的範圍自由使用金錢，這些行為都是受到上帝所祝福的。這些資產階級也不需要擔心世俗中的財富分配不平均問題，因為他們認為財富的分配不均，來自於天意的安排。
那麼，「新教倫理」和「資本主義精神」的關係是什麼呢？引述韋伯的一段話：
|  | 在構成近代資本主義精神，乃至整個近代文化精神的諸基本要素之中，以「職業」概念為基礎的理性行為這一要素，正是從基督教禁欲主義中產生出來的──這就是本文力圖論證的觀點。（頁176） |

從上述這段話來看，韋伯認為「新教倫理」與「資本主義精神」存在著某種因果關係。對韋伯來說，他認為資本主義精神有其宗教根源，從新教中的禁欲主義、職業勞動觀念，逐漸發展成資本主義中理性經濟勞動的特徵。不過，隨著資本主義逐漸發展，資本主義已漸漸不需要宗教觀念的支持，失去了原先宗教和倫理上的意涵。

## 相關概念

### 〈新教教派與資本主義精神〉
〈新教教派與資本主義精神〉一文收錄於《新教倫理與資本主義精神》附錄中（頁310-347）。此文可視為是《新教倫理與資本主義精神》的補充，透過對於教派的討論，探討「新教倫理」和「資本主義精神」是如何經由「新教教派」產生連結，在教派成員中被彰顯和保存下來。韋伯認為「教派」是由一群宗教和道德合格者所自願組成的聯合體，存在着志同道合的倫理觀，具備有正直和禁欲主義等的倫理觀念。因而，成為教派成員，就證明了個人在道德上，特別是商業道德上的合格性。教派是一種聯合體，提供了教派成員進入資產階級的媒介，有助於擴散和保持資產階級中的資本主義精神。教派成員是透過證明成員身份和品行的「證書」制度，經由「投票」而加入該教派。加入教派不只能證明自己是被上帝拯救的一員；同時也能被所屬教派成員所認可，獲得一定的社會地位。當教派成員在經濟表現上取得成功時，既證明了個人的價值和獲得來自上帝的恩寵，同時也能夠彰顯所屬教派的成功，提高該教派的聲望。

### 選擇性的親近
在探討「新教倫理」與「資本主義精神」時，「選擇性的親近」 是一個會被提及的概念。因為有些人認為「新教倫理」與「資本主義精神」之間的關係不能只被簡單詮釋為因果關係，而應該是「選擇性的親近」（德語：Wahlverwandtschaft，亦可中譯為「選擇性親和性」）的關係。「選擇性的親近」原是化學術語，指的是「在置換、分解、化合等化學反應過程中，元素間彼此的結合程度」。約翰·沃爾夫岡·馮·歌德1809年的一本小說《親和力》（Die Wahlverwandtschaft）也以此術語為名，描述男女之間分分合合，在某段時間分離、但在另一段時間中又可能相互吸引的關係。社會學者翟本瑞認為韋伯是根據其方法學上的訴求，有意地使用「選擇性的親近」這個概念，同時保有客觀性因果關係和主觀性意義詮釋的雙重可能，一方面指出了客觀的因果關係，二方面又保留了因研究者的主觀判斷，基於某種價值或意義所進行詮釋的可能性。

## 相關論戰與評論
《新教倫理與資本主義精神》這一著作，曾經引起幾波論戰。

### 1900年左右的首波論戰
根據Chalcraft和Harrington的整理，在1907年至1910年間，有兩位學者─Karl Fischer和Felix Rachfahl以寫作文章的方式，針對《新教倫理與資本主義精神》的內容，與韋伯進行論戰。這兩名學者均來自歷史學領域，Karl Fischer是德國歷史學者，Felix Rachfahl則是荷蘭和德國史學者。他們兩位的認識論立場和韋伯不同，因此提出了一些事實上和認識論上的批評，Karl Fischer、Felix Rachfahl和韋伯三人的論戰可簡單表示成下表：
| 他人評論                                              | 韋伯回應                               |
| ----------------------------------------------------- | -------------------------------------- |
| Karl Fischer's Review of The Protestant Ethic, 1907   | Weber's First Reply to Fischer, 1907   |
| Karl Fischer's Reply to Weber, 1908                   | Weber's Second Reply to Fischer, 1908  |
| Felix Rachfahl's Review of The Protestant Ethic, 1909 | Weber's First Reply to Rachfahl, 1910  |
| Felix Rachfahl's Reply to Weber, 1910                 | Weber's Second Reply to Rachfahl, 1910 |

Ethan Crowell亦指出，除了上述三位學者之外，政治經濟學和經濟史學者維爾納·松巴特亦在其1913年的作品The Quintessence of Capitalism對韋伯的觀點提出批評。松巴特做為一個探討宗教和經濟之間關係的學者，他不認為新教禁欲主義和資本主義之間擁有如韋伯宣稱般的強烈連結。
根據Ethan Crowell的整理，上述這幾位學者針對韋伯的批評主要可歸為兩點。第一點是方法學的問題，批評韋伯僅呈現支持其理論的證據。第二點是批評韋伯的論理範圍過於狹窄，喀爾文教派的經濟倫理不全然等同於所有新教教派的經濟倫理，因此，雖然韋伯的論點有其可信之處，但仍存在著一些缺陷。在此可舉三個例子來說明。首先是「理念型」（英語：ideal type）的定義問題，如「天職」一詞為路德在德文中找尋一個常用字彙來翻譯來自拉丁文的名詞，此名詞的含意不見得有韋伯設想的豐富神聖意涵。其次是針對喀爾文教派的片面詮釋，也就是韋伯將喀爾文教派視為是禁欲主義的唯一來源，過度放大了喀爾文教派的重要性。第三則是韋伯舉證存在著模糊性和不科學性，因為他僅援引Baxter和Franklin的證道詞或著作做為此書的研究材料，舉證較單面。
針對上述的批評，韋伯撰文加以回應，重申其論點，並補充原先不足之處。韋伯不認為上述的批評有攻擊到他的核心論理，但他承認在書籍原版中內容的確有些模糊、待釐清之處，於是韋伯在此書1920年改版的版本中，針對內容進行補充和修訂。

### 韋伯逝世之後的論戰
根據Larry Ray的整理，在韋伯逝世之後，《新教倫理與資本主義精神》依舊引起研究資本主義領域學者的關注。當時就有幾位歷史學界的學者，相繼在其著作中，針對韋伯的這個作品進行評論。舉例來說，R. Robertson持有和韋伯不同的論點，他在其1933年的著作Aspects of the Rise of Economic Individualism中，為喀爾文主義所辯護，他不認為喀爾文教派與資本主義思想有關。商人階級是由其自身崛起，不受到宗教力量的影響，商人階級的精神是屬於世俗根源的，並不是有其神聖根源。
Larry Ray亦指出，英國史學家陶尼的想法和R. Robertson不同，他認為新教倫理和資本主義精神有關，但其方向性和韋伯不同。陶尼也在其1963年的著作《宗教與資本主義的興起》(Religion and the Rise of Capitalism)中，提出一些歷史證據，批評韋伯的論點。和韋伯相反，陶尼認為新教經濟倫理很可能是受到資本主義精神影響之後的產物。再者，又因為資本主義早在15世紀時就發跡於義大利威尼斯和佛羅倫斯等地，在天主教仍盛行的15世紀時期，資本主義精神可能不是受到如韋伯所稱的新教倫理影響所致。同時，陶尼也認為在探討影響資本主義精神之因素時，必須納入如政治思潮等的相關因素。
但並非所有後續的評論皆是批評，也有正面的支持和回應。如韋伯在海德堡大學的同事恩斯特·特勒爾奇就支持贊同的觀點，並提供相關的歷史資料來支持韋伯的論點，這些資料有被韋伯本人所採用。

## 中文翻譯版本
目前漢語世界主要通行的譯本有二。台灣重要的經濟學家張漢裕，根據塔爾科特·帕森斯的英譯本以及梶山力、大塚久雄的日譯本，於1960年翻譯出版《基督新教的倫理與資本主義的精神》。晚近，中國學者于曉等人根據帕森斯的英譯本進行翻譯，並由台灣的左岸出版社出版。雖然張漢裕的譯本年代較為久遠，且僅翻譯正文而未及註釋，然而該譯本仍然受到高度重視。